# Alois Svoboda (velkostatkář)

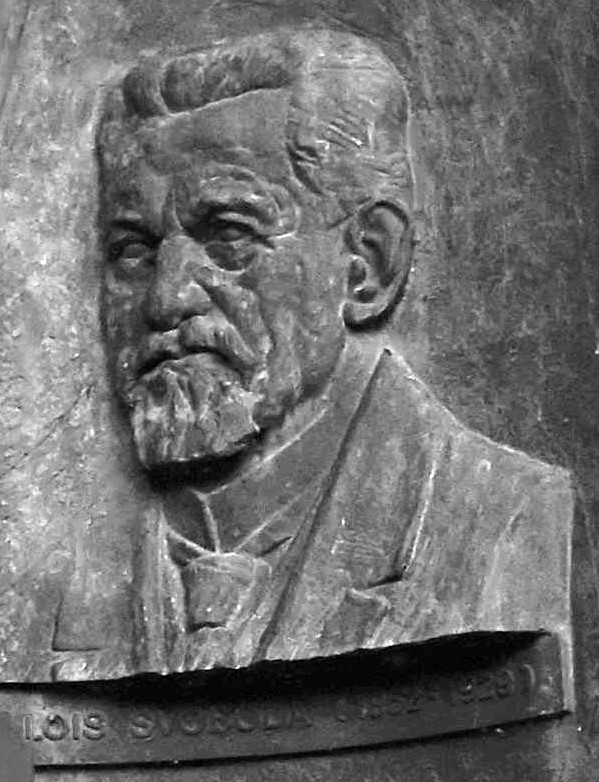
Reliéf Aloise Svobody na pomníku od sochaře Josefa Nálepy v pražské zoo

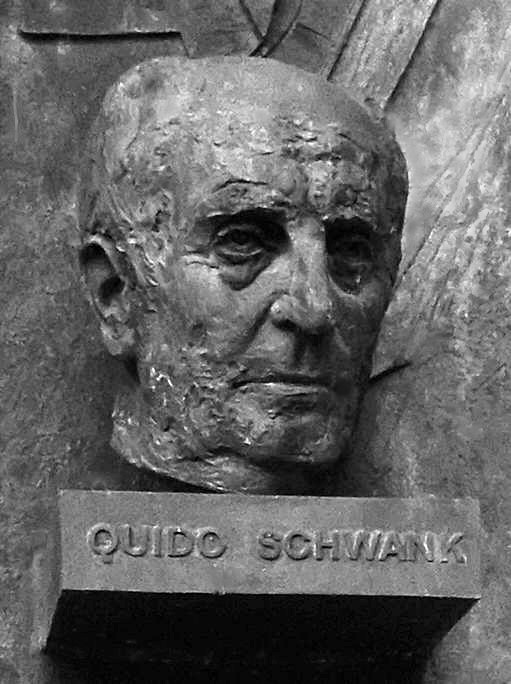
Busta jeho vnuka Quido Schwanka na pomníku od sochaře Josefa Nálepy v pražské zoo

Alois Svoboda (1852–1929) byl trojský velkostatkář, československý vlastenec a mecenáš, který věnoval československému státu Trojský zámek a rozsáhlé pozemky v Praze-Troji, na nichž později vznikla například Zoologická zahrada Praha a Botanická zahrada hl. m. Prahy.

## Činnost
Patřil k nejvýznamnějším osobnostem Troje. Byl progresivním občanem s širokým hospodářským a politickým rozhledem. Troju pozvedl řadou významných aktivit, například modernizací mlékárny, provozem pivovaru, rozšířením pekárny. Varoval před nadměrným pronikáním cizího kapitálu do Prahy. V brožuře K otázce ozdravění hospodářství obecního v Tróji – Podhoří (1913, reedice 1994) fundovaně analyzoval hospodářskou a sociální situaci v Troji a v Podhoří a navrhl řadu konkrétních opatření, například zlepšení silničního spojení Troji s Prahou a s Bohnicemi, prodloužení autobusových a tramvajových linek do Troje, zavedení „dávky nápojové“ a další.

## Svobodova donace
Po dlouhých jednáních a nedlouho po připojení Troji k Praze, 7. října 1922 věnoval rozsáhlé pozemky (o rozloze 82,0052 ha) včetně Trojského zámku a zámecké zahrady, československému státu „k oslavě 70letých narozenin našeho prvního presidenta Tomáše Garrika Masaryka na památku založení naší Československé republiky a uctění dvěstěpadesátiletého výročí úmrtí Jana Ámosa Komenského“ za účelem vybudování osvětových a sociálně humanitních zařízení ve prospěch mládeže původem i rasou československé v duchu a zásadách Jana Ámose Komenského. Notářský zápis o donaci popisuje: „Školy i ústavy vědecké, které budou tu zřízeny, mají nejen vyplniti mezery našeho školství všech stupňů, nýbrž mají býti přizpůsobeny novým methodám a směrům, podle nichž vyučování praktické má stejnou váhu jako theoretické. Zejména jest přihlížeti k potřebě škol pokračujících, neméně pak škol odborných, průmyslových, umělecko-průmyslových a obchodních, které napomáhají hospodářskému rozvoji národa. Doporučovalo by se, aby ústavy, které zde budou zřízeny, byly organizovány na stejných zásadách a v jednotném rámci a aby nescházely též školy vzorné a pokusné, v nichž lze ten který směr prakticky vyzkoušeti. Z oboru sociální péče, aby bylo mezi jinými pamatováno na kojence, sirotky a děti méně nadané. Tělesná výchova najde tu vhodné pole k všestrannému rozvinutí všech svých složek. Při stavbě budov mějž přednost systém pavilonový a celek budiž jedinou velkou obydlenou plochou.“
6. října 1923 vláda Československé republiky dar usnesením přijala a správou Svobodovy donace pověřila Ministerstvo školství a národní osvěty. K přidělení pozemků bylo ustanoveno kuratorium a schůze ministerské rady Československé republiky 21. února 1924 schválila ke dni 31. října 1923 Jednací řád Kuratoria trojských nemovitostí, jehož předsedou byl ustanoven senátor Bohumil Němec, řádný profesor Ústavu pro fysiologii rostlin University Karlovy, čestným předsedou Alois Svoboda.
Trojský zámek měl původně sloužit jako Muzeum legií. 
První konkrétní návrhy na využití pozemků souvisely s plány na zřízení zoologické a botanické zahrady, což navrhoval i sám dárce. 3. března 1924 předsednictvo ministerské rady republiky Československé schválilo rozhodnutí, „aby z ústavů a zařízení dárcem na darovaných nemovitostech projektovaných nejprve byla zřízena veřejná zoologická zahrada a veřejná botanická zahrada, která bude zároveň universitní zahradou university Karlovy v Praze, a „aby k těmto účelům bylo použito z darovaných nemovitostí: a) pro zřízení zoologické zahrady pozemků západně od trojského zámku ve výměře 8 ha a 93 m², b) pro zřízení botanické zahrady nemovitostí východně od trojského zámku zatím ve výměře 7 ha, 77 a, 52 m²“. 10. dubna 1924 se sešli zástupci Kuratoria a dárce a dohodli předání pozemků a zařízení k účelům zřízení zoologické zahrady a botanické zahrady k 1. říjnu 1924, ve 30. letech se pak jednalo o využití dalších pozemků. 24 hektarů bylo v roce 1928 na zoo převedeno pachtovní smlouvou na 99 let.
V prosinci 1926 začalo Ministerstvo školství a národní osvěty jednat o využití pozemků s pražskou městskou radou, ministerstvem sociální péče, ministerstvem veřejného zdravotnictví a tělesné výchovy. Nikdo z oslovených na nabídku nemovitostí nereflektoval, například ministerstvo sociální péče 24. ledna 1927 pozemky odmítlo s tím, že dosud nezřizuje a nehodlá zřizovat státní ústavy za účelem sociální péče o děti a mládež.
Profesor hygieny Stanislav Růžička, zakladatel eubiotiky a propagátor zahradních měst, a pedagog Eduard Štorch využili příležitosti a založili spolu družstvo Eubiotická škola a rodina, jménem jehož přípravného výboru zaslali 5. listopadu 1928 ministerstvu svou první žádost o propůjčení 10 až 20 ha pozemků na dobu cca 80 let. Chtěli zde vybudovat tzv. výchovnou osadu Růžičkov, komplex školských zařízení v duchu eubiotických zásad a pokrokových pedagogických přístupů. Růžička byl proto také odpůrcem využití pozemků pro účely zoologické zahrady na úkor původního hlavního účelu donace. Součástí dalších záměrů byla krom nejrůznějších zařízení od kojeneckých ústavů a sirotčince přes všechny typy a stupně škol až po ústavy pro vzdělávání dospělých i osada 50 až 80 rodinných domků pro rodiny nakloněné tomuto způsobu výchovy. Zámek měl sloužit jako Světové ústředí eubiotické. Kuratorium pro správu donace 13. února 1930 návrh obytné kolonie zamítlo s odůvodněním, že v darovací listině nenalezlo oporu pro záměr výstavby obytných domů, a také vzhledem k důvodným pochybnostem o finančním krytí výstavby a provozu budov. Zřízení a výstavbě všech navržených školních institucí však vyslovilo podporu. V říjnu 1930 se družstvo Eubiotická škola sloučilo s Československou eubiotickou společností zdravotnickou a ta se pak ještě dalších pět let neúspěšně pokoušela pozemky získat prostřednictvím hygienického ústavu lékařské fakulty Univerzity Komenského v Bratislavě, který Růžička vedl. 15. dubna 1935 kuratorium na základě expertního názoru profesorského sboru lékařské fakulty Univerzity Karlovy projekt definitivně zamítlo.

## Potomci
Vnuk Aloise Svobody Quido Schwank, který se narodil v domku čp. 238 na rohu zámeckého areálu a po svatbě bydlel v usedlosti na Kazance, získal po roce 1989 v restituci některé nemovitosti znárodněné po únoru 1948. Jejich výnosy vložil do několika obecně prospěšných projektů a nadací, například v roce 1993 založil Nadaci Quido Schwanka – Trója, město v zeleni.